# Filosofia japoneză
Filosofia japoneză a fost de-a lungul istoriei o fuziune atât a religiilor indigene șintoiste, cât și a celor continentale, precum budismul, taoismul și confucianismul. Inițial a fost puternic influențată atât de filosofia chineză, cât și de filosofia indiană, la fel ca și în cazul Mitogaku și Zen. Multă din filosofia modernă japoneză este acum influențată și de către filosofia occidentală.

## Filosofia antică și medievală
Înainte ca feudalismul să se stabilească în totalitate în Japonia, budismul a reprezentat curentul principal al filosofiei japoneze. Cultura budistă introdusă politic de prințul Shōtoku, avea țelul de „a face o țară sigură” în perioada Nara. Când a început perioada Heian (794-1185), în locul „filosofia în siguranță a unei țări”, s-a răspândit o formă de budism ezoteric cunoscut sub numele de mikkyō. Cu toate acestea, spre sfârșitul epocii nobiliare, când pesimismul era popular datorită „convingerilor că budismul va decădea în ultimele zile ale acestei lumi”, mișcările Pământului Pur s-au răspândit încurajând astfel anticiparea unei „vieți viitoare” ca mijloc de a face față disperării peste „viața din această lume”. Pe parcursul perioadei Kamakura (1185-1333) când guvernul ce urma să fie dominat de clasele samurai, apare un „nou“ budism in concomitent cu clasa (samurai) abia apărută.

### Sosirea budismului și influența inițială în Japonia
În Japonia antică, sosirea budismului este strâns legată de construcția națională și de centralizarea națională a puterii. Prințul Shōtoku și familia Soga au luptat și au învins familia Mononobe, care se ocupase de vechea religie japoneză, și au elaborat un plan de guvernanță națională, bazat pe unificarea sistemului codurilor legale și a budismului. În timp ce coopera cu familia Soga, prințul Shōtoku, care era regent al împărătesei Suiko, a arătat o profundă comprehensiune pentru budismul „străin”  și astfel a planificat stabilizarea politicii naționale prin cadrul utilizării budismului. Convingerea că pacea și securitatea națională au venit prin puterea budismului definește conceptul de „a face o țară sigură”. În perioada Nara, în special pe vremea împăratului Shōmu, temple Kokubun-ji și temple Kokubun-ni-ji au fost ridicate în toată țara, iar Templul Tōdai-ji și Daibutsu au fost ridicate în Nara. Politica budistă a statului a atins apogeul în perioada Nara, după cum dovedește Jianzhen din dinastia Tang, care a adus o platforma de hirotonire imperială în Templul Todai-ji.
În timp ce budismul Nara a urmat doar principiul de „a face o țară sigură”, budismul Heian a adus nu numai pacea și securitatea națională , ci și profitul personal lumesc. Deoarece practicanții budismului Heian au efectuat frecvent practici ascetice severe, descântece și rugăciuni în munți; acest budism a ajuns să capete numele "mikkyō". Kūkai, un călugăr budist, a studiat budismul ezoteric chinez în timp ce se afla într-o misiune diplomatică la curtea chineză și a combinat budismul japonez cu practicile budiste ezoterice chineze, pentru a forma budismul shingon japonez. Saichō, un călugăr budist care a călătorit și în China, a studiat practicile sectei chineze Tendai și a susținut că doctrinele Sutrei Lotusului ar trebui să fie baza budismului japonez.
Până la sfârșitul erei Heian, focalizarea pământească a budismului Heian i-a determinat pe călugării budiști să declare o „epocă păcătoasă” în care posibilitatea de despovărare din această lume a fost negată și, prin urmare, a apărut o tendință de a căuta reîncarnarea în paradisul budiștilor, după moarte. În plus, noua ideologie că „budismul va decădea în ultimele zile ale acestei lumi” a dus la apariția mișcării Pământului Pur. Această mișcare, condusă de Kūya, un adept al budismului Pământului Pur, a predicat credința Amitābha și a predicat tuturor oamenii faptul că și aceștia pot ajunge în paradisul budist, nu doar călugării budiști.

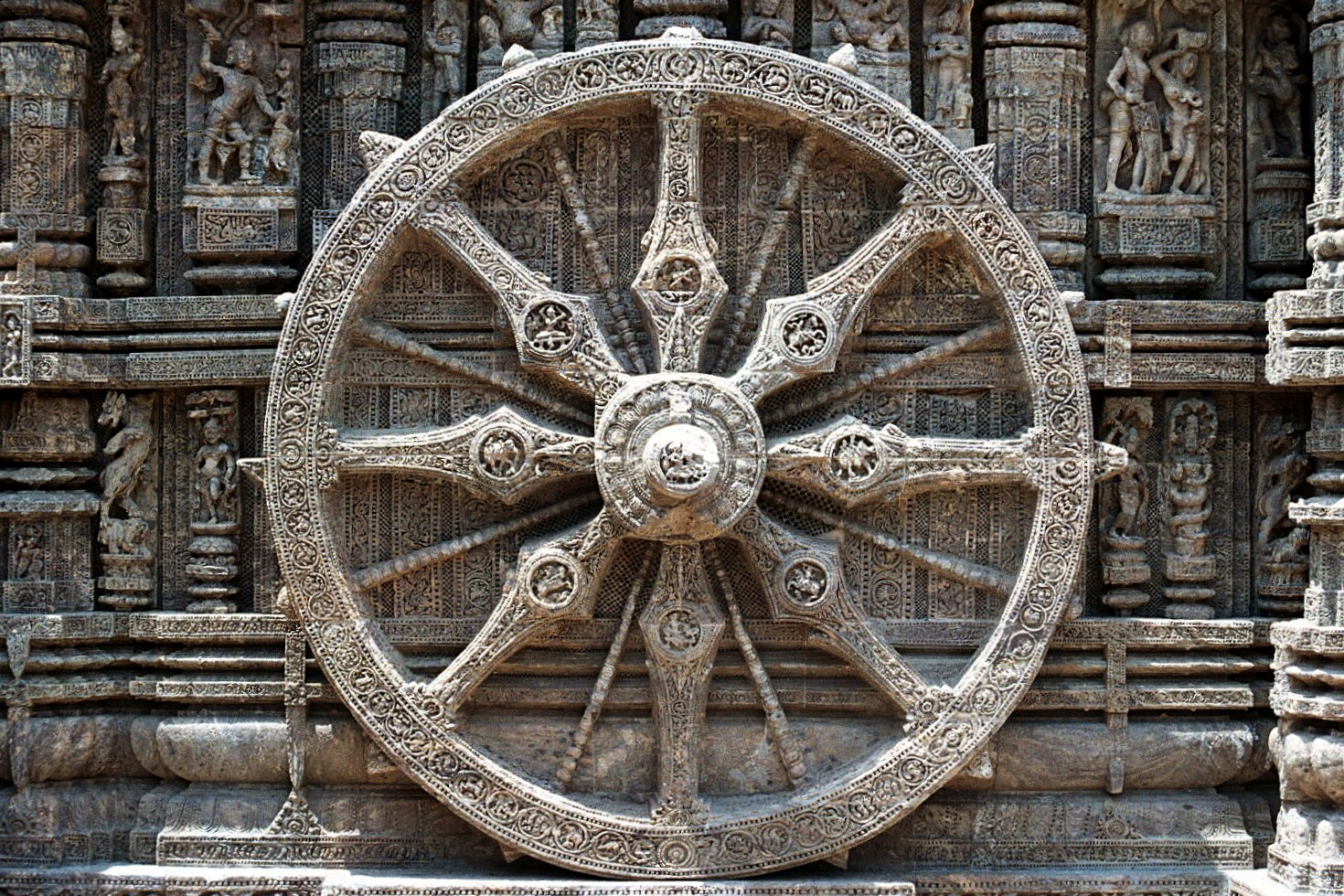
Dharmacakra (roata budistă) :Categorie: simboluri budiste

### Budismul Kamakura
Credința Jōdo, care a fost afectată de secta Jōdo din perioada Heian târzie, se bazează pe mântuire prin bunăvoința lui Amitābha și despovărare prin puterea sa. Hōnen, care a inițiat secta budistă Jōdo, a abandonat în totalitate alte practici ascetice. El și-a propovăduit elevii să creadă în Amitabha și să se roage cu stăruință „ namu-amida-butsu ” și astfel vor merge în paradis. Elevul său, Shinran, care a inițiat budismul Pământului Pur, a asimilat temeinic învățătura lui Honen și a predicat despre "dependența absolută". În plus, Shinran a susținut faptul că situația îți poate fi usurată, în fața lui Amitabha, doar dacă ești conștient de dorințele tale lumești. Ippen, care a inițiat secta Jishu, a început „scandarea dansului religios”.
Spre deosebire de credința dependentă de Jōdō, budismul zen încearcă să fie trezirea sinelui spiritual prin meditația zen. Eisai a studiat secta Rinzai în China. El le-a dat elevilor o problemă atât de dificilă încât a determinat, prin rezolvarea acesteia, propria lor iluminare. Rinzai Zen a fost susținut în special de clasa samurailor în perioada Kamakura. Dōgen a studiat secta Sōtō în China.  Opus lui Eisai, el a predicat iluminarea prin meditație stăruitoare (zazen). Soto Zen a fost susținut doar de samuraii locali.
Cele mai multe școli ale budismului Nichiren (japoneză:法華系仏教, Hokke-kei Bukkyō) se referă la preotul și învățătorul Nichiren drept tatăl lor fondator. În învățăturile sale, el a scos în evidență, cu ajutorul minții sale, supremația Sutrei Lotusului. El a susținut realizarea Buddhahood de-a lungul vieții sale și a considerat interpretarea învățăturilor budiste ca forma corectă a practicii pentru Mappō din "Ziua din urmă a Legii". Unul dintre tratatele sale majore este „Rissho Ankoku Ron” (Despre stabilirea învățăturii corecte pentru pacea țării). Scandarea mantrei „Namu Myōhō Renge Kyō” este până în prezent practica centrală a aproape tuturor școlilor și organizațiilor budiste Nichiren.

## Filosofia premodernă
În timp ce filosofia antică și medievală a Japoniei era strâns legată de budism, filosofia premodernă a Japonezilor era în principal confucianismul sau neoconfucianismul, care a fost desemnat ca studiu oficial, de către shogunatul Tokugawa. În plus, confucianismul rațional a stimulat Kokugaku, Rangaku și filosofia populară neoficială după prima jumătate a perioadei Edo.

### Confucianismul
În perioada Edo, confucianismul a fost studiul autorizat. Majoritatea școlilor neoconfucianiste erau populare.
Școala de neoconfucianism Zhu Xi a respectat ordinea feudală, astfel că, în cadrul descendenților familiilor, acesta susținea poziții fixe pentru clasele sociale. Hayashi Razan a presupus că școala de neo-confucianism Zhu Xi este baza teoretică a shogunatului Tokugawa. În cadrul guvernării civile, a fost construit Yushima Seidō, acesta fiind dedicat lui Confucius. Prin reformele Kansei, școala de neo-confucianism Zhu Xi a fost și mai împuternicită și mai delegată, de către shogunatul Tokugawa. În plus, existența scolilor neo-confucianiste Zhu Xi, a oferit o mare influență politică alături de respect din partea populației pentru Împărat și întărea ideea de expulzare a străinilor, de la sfârșitul perioadei Tokugawa.
În contrast cu școala de neoconfucianism Zhu Xi, școala de neoconfucianism Wang Yangming care respectă etica practică, a fost monitorizată și oprimată în mod constant de către shogunatul Tokugawa din cauza criticilor sale împotriva condițiilor socio-politice ale shogunatului Tokugawa.
A treia școală de neoconfucianism a luat în considerare intențiile reale ale textelor originale ale lui Confucius și Mencius. Yamaga Sokō și-a pus bazele filosofiei sale asupra eticii confucianiste și a considerat, astfel, samuraii, drept cea mai înaltă clasă. Itō Jinsai a acordat atenție „renului" lui Confucius și a considerat „ren”-ul ca fiind dragoste pentru o altă persoană și „adevărul” ca pur respect. În plus, derivând din studiile sale substanțiale despre vechii clasici chinezi, Ogyū Sorai a insistat asupra faptului că spiritul original confucianist există atât pentru a conduce lumea cât și pentru a salva cetățenii.

### Kokugaku și Rangaku
La mijlocul perioadei Edo, Kokugaku, studiul filosofiei și culturii antice japoneze, a devenit popular fiind împotriva ideilor străine precum budismul sau confucianismul. Prin politica Sakoku a shogunatului Tokugawa, intelectualii din Edo nu puteau avea niciun fel de contact cu civilizația occidentală, așa că Rangaku, cultura olandeză, era singura fereastră către Occident.
De-a lungul perioadei Edo, Kokugaku a devenit popular în timp ce era influențat de confucianismul pozitivist, în contextul naționalismului. Kokugaku a studiat filosofia și cultura antică japoneză, inclusiv „Kojiki”, „Nihon Shoki” și „Man'yōshū”, și au urmărit aprofundarea culturii morale originale a Japoniei, care era diferită de confucianism și budism. Kamo no Mabuchi "s-a luptat" cu studiul „Manyoshu” și a definit „masurao-buri” ca fiind stilul masculin și tolerant, evaluând colecția drept pură și simplă. Prin studiul său despre Kojiki, Motoori Norinaga a susținut că esența literaturii japoneze provine din „mono no aware”, concept care era reprezentat de sentimente naturale ce apar la contactarea unui obiect. El a respectat „spiritul Yamato” japonez în locul „spiritului Kara” chinezesc (confucianism/budism). Potrivit viziunii acestuia, Kokugaku ar trebui să urmărească vechiul mod japonez de „Shinto”. Prin studiul lui Kokugaku, Hirata Atsutane a susținut statul naționalist Shinto, supunerea față de împărat și abolirea confucianismului și a budismului. A fost o forță motrice până la sfârșitul shogunatului Tokugawa și a Restaurării Meiji.
În perioada Sakoku din perioada Edo, nu a existat niciun contact direct cu Occidentul, dar Rangaku a devenit popular datorită încurajarea importului de cărți occidentale traduse în chineză, din China, în timpul reformelor Kyōhō. Maeno Ryotaku și Sugita Genpaku au tradus „Tafel Anatomie” din olandeză în japoneză. Învățarea limbii olandeze s-a desfășurat și în alte studii occidentale, cum au fost studiile britanice, franceze și americane, la sfârșitul erei Tokugawa. Modul „spiritului japonez, civilizația occidentală” a fost completat de expresia simplă a lui Sakuma Shōzan, „ etica, estică și tehnologia occidentală”. Deoarece Takano Chōei și Watanabe Kazan l-au criticat în principal pe Sakoku, aceștia au fost oprimați de shogunatul Tokugawa.

### Filosofia populară
În perioada Edo, școlile private au fost deschise de către samurai, negustori și cărturari care au jucat un rol activ. Mentalitățile lor fiind alcătuite numai din critici la adresa ordinii feudale dominantă.
Ishida Baigan a sintetizat confucianismul, budismul și șintoismul și a stabilit filosofia practică pentru populație. El a recomandat să se lucreze din greu în comerț ca efect al onestității și al economiei. Ando Shoeki a numit lumea naturii societatea ideală, în care toate ființele umane s-au angajat în agricultură și trăiesc în mod auto-suficient, fără artificialitate. El a criticat o societate cu legi, aceasta implicând existența discriminării de către clasa feudală și diferențele mult prea mari dintre bogați și săraci. Ninomiya Sontoku a insistat asupra faptului că oamenii trebuie să-și răsplatească virtuțile, deoarece acestea le sustin existența, cu ajutorul propriei lor virtuți.

## Filosofia post-modernă
În timp ce filosofia japoneză modernă s-a dezvoltat pe baza confucianism și budism, iluminismul englez și drepturile omului franceze s-au prevalat imediat după ce Restaurarea Meiji a fost rapid afectată de filosofia occidentală. Din timpul războaielor sino-japoneze, capitalismul japonez s-a dezvoltat foarte mult. Creștinismul și socialismul s-au dezvoltat și au ajuns să fie în strânsă legătură cu diverse mișcări sociale. În plus, filosofia și studiul naționalist s-au format în timp ce se opuneau studiului străinilor.

### Iluminismul și drepturile oamenilor
În Restaurarea Meiji, a fost introdusă societatea civilă engleză și franceză, în special utilitarismul și darwinismul social din Anglia și suveranitatea populară a lui Jean-Jacques Rousseau din Franța.
Filosofii de la începutul perioadei Meiji au susținut valorile iluminismului britanic, derivate din societatea civilă occidentală. Au încercat să critice autoritatea tradițională japoneză și feudalismul. Cu toate acestea, ei au căzut la pace cu guvernul, în cele din urmă, și au acceptat modernizarea fără radicalitate. În 1873, Mori Arinori a format Meirokusha. Oamenii care s-au adunat în această asociație culturală aveau multe în comun, cu aspecte cum ar fi considerarea învățării practice ca fiind importante, căutând practic caracteristicile umane și asumând forma de guvernare care putea accepta condițiile unei țări ideale. Mori Arinori a promovat educația națională, în calitate de ministru al educației. Nishi Amane a urmat un comportament uman, bazat pe interes. Katō Hiroyuki a lăsat deoparte drepturile naturale, din cauza influenței darwinismului social și, în schimb, a susținut "selecția naturală ".
Fukuzawa Yukichi, care a introdus utilitarismul britanic în Japonia și a susținut drepturile naturale, a presupus că drepturile omului erau date de către Rai. El a considerat dezvoltarea civilizației ca fiind dezvoltarea spiritului uman și a consacrat faptul că independența individuală a dus la independența unei țări.  Fukuzawa credea faptul că guvernul există „de dragul comodității”, iar aspectul său ar trebui să fie mai potrivit culturii. El a spus că nu există o singură formă ideală de guvernare. În plus, el a insistat că Japonia ar fi trebuit să meargă pe continent extern împotriva Marilor Puteri. 
În timp ce membrii Meirokusha au susținut în cele din urmă armonizarea guvernului și a poporului, filosofii democrați au absorbit drepturile poporului radical din Franța și au sprijinit verbal rezistența națională și revoluția împotriva oligarhiei Meiji, imediat după rebeliunea Satsuma. În 1874, Itagaki Taisuke a introdus înființarea legislatiei alese. S-a răspândit la nivel național ca Mișcarea pentru Libertate și Drepturile Poporului. Ueki Emori l-a ajutat pe Itagaki și a întocmit un proiect radical. Puternic influențat de Rousseau, Nakae Chōmin a susținut suveranitatea oamenilor și libertatea individuală. Cu toate acestea, în ceea ce privește situația japoneză, el a subliniat importanța monarhiei parlamentare. Potrivit acestuia, Constituția Imperială a trebui să fie revizuită treptat de către dietă.
De la sfârșitul perioadei Meiji până la epoca Taishō, o tendință democratică s-a răspândit datorităconștiinței politice burgheze. Curentul a condus la mișcări politice pentru protejarea Constituției și pentru alegerile populare. Yoshino Sakuzō a susținut politica partidului prin cabinet și alegerile populare. Pe el nu l-a interesat cu adevărat cine era suveranul, dar a insistat asupra obiectivului politic care vizează fericirea oamenilor și deciziile politice ce aveau să vizeze intențiile oamenilor. Minobe Tatsukichi a interpretat termenul de suveran ca nu la un împărat, ci un stat. Potrivit acestuia, un împărat își excizează puterea ca cel mai înalt organ conform Constituției Meiji. Deși teoria sa a fost larg recunoscută la început, a fost suprimat politic de militari și de dreapta după aceea.
În 1911, Hiratsuka Raichō a format Seitosha. Ea a cerut trezirea propriilor drepturi ale femeilor și dezvoltarea mișcării feministe. În timp ce Yosano Akiko a negat diferențele de gen, Raicho a subliniat maternitatea creșterii unui copil și a admis primele ajutoarele oficiale pentru femei pentru a demonstra capacitatea lor feminină. În 1920, Raicho a format o nouă asociație pentru femei, împreună cu Ichikawa Fusae și Oku Mumeo. La scurt timp după ce activitățile lor au reușit să atragă femeile la adrese politice, asociația s-a destrămat din cauza unei schisme interne. Mai târziu, Ichikawa a format o alta nouă și a continuat o mișcare pentru votul feminin.

### Creștinismul și socialismul
Creștinii și socialiștii s-au luptat cu contradicțiile sociale derivate din modernitatea japoneză. Mișcările sociale creștine au început să fie active după războaiele sino-japoneze și ruso-japoneze, care au adus capitalismului și contradicția acestuia în societatea japoneză. Mulți socialiști japonezi au fost influențați de umanismul creștin și, din acel moment, au fost complet asociați cu creștinismul.
Creștinismul, interzis de shogunatul Tokugawa, a influențat mulți intelectuali Meiji. Uchimura Kanzō a dezvoltat „doi de J” pentru a uni Bushido și spiritul creștin. El credea faptul că datoria sa era să slujească „Japonia” și pe „Iisus”. El a susținut mișcarea non-bisericească. El a contestat Rescriptul Imperial asupra Educației și s-a pronunțat împotriva războiului ruso-japonez.  Nitobe Inazō a fost un quaker și a încercat să unească cultura japoneză și creștinismul. A introdus cultura japoneză în străinătate și a devenit secretar general al Societății Națiunilor. Joseph Hardy Neesima a studiat teologia în străinătate, în Statele Unite. A înființat Universitatea Doshisha la Kyōto și s-a angajat în construirea personalităților creștine.
În perioada războaielor sino-japoneze, Japonia a reușit să introducă regimul capitalist prin intermediul revoluției industriale, imediat ce socialismul s-a răspândit împotriva capitalismului. Cu toate acestea, mișcările sociale au fost suprimate de legile poliției de securitate din 1900 și, în cele din urmă, în Incidentul de Înaltă Trădare din 1910, socialiștii au fost presați de armată și de guvernul fascist. Kawakami Hajime a scris articole despre sărăcie într-un ziar al vremii. El a militat pentru ameliorarea sărăciei prin intermediul remodelării personale, urmând ca mai târziu să devină marxist și să susțină remodelarea socială prin constrângere socială. Kōtoku Shūsui a încercat inițial să introducă socialismul cu ajutorul Dietei, însă a devenit unionist și a susținut o acțiune directă printr-o grevă generală. El a fost executat ca și comandat al Incidentului de Înaltă Trădare din 1910. Osugi Sakae a susținut libertatea individuală, folosindu-se de principiile anarhismului și unionismului. El a fost văzut ca o amenințare de către guvern și a fost asasinat de poliția militară în perioada caracterizată de haos ce a urmat după cutremurul Marele Kantō din 1923.

### Dezvoltarea japonismului
Epoca Iluminismului, creștinismul și socialismul au influențat filosofia japoneză încă de la Restaurarea Meiji. Accentul pus pe cultura politică japoneză și tradiția națională a crescut ca o reacțiune împotriva occidentalizării. Această tendință a avut o latură ideologică de legitimare a imperialismului și a militarismului / fascismului. 
Tokutomi Sohō a publicat o revistă în care a susținut democrația liberală și populismul împotriva occidentalizării Japoniei. Cu toate acestea, a fost deziluzionat de către clasa burgheză, care avea să joace un rol politic important. Kuga Katsunan a ținut cont foarte mult cultura politică japoneză și tradiția națională. El a încercat să pornească restaurarea și sporirea emoției naționale; cu toate că, el nu era un naționalist fără minte. El a criticat armata și a susținut un sistem parlamentar de guvernare și extinderea dreptului de vot.
După restaurarea Meiji, guvernul japonez a protejat șintoismul și l-a tratat nu ca pe o religie specială, ci ca pe un șintoism de stat. Guvernul s-a legat strâns Shinto împreună cu sfântul împărat și au folosit Shinto ca instrument de guvernare a statului. Shinto-ul de stat se distinge clar de sectele private ale religiei Shinto. A fost un model de guvernare ideologică a statului pentru a forma statul Shinto și pentru a promulga Rescriptia Imperială a Educației. Statismul Meiji a încercat să restabilească suveranitatea națională și a urmărit imperialismul și colonialismul prin războaiele sino și ruso-japoneze. Cu toate acestea, tendința sa militaristă a dat naștere dorinței sale de ultra-naționalism. Kita Ikki a susținut excluderea zaibatsu, oamenii de stat în vârstă și partidele politice și înființarea guvernului pentru o legătură directă cu împăratul și poporul. 
Yanagita Kunio a fost în fruntea studiului folclorului japonez. El a numit membrii ai publicului larg care nu sunt lideri politici și intelectuali drept „jomin”. Alți folclorieni sunt Minakata Kumagusu, Yanagi Muneyoshi și Orikuchi Shinobu.
În Japonia ante-belică, filosofia germană a fost la mare căutare și foarte studiată. Cu toate acestea, de la sfârșitul perioadei Meiji până la Taishō, Școala de la Kyoto a încercat să armonizeze filosofia occidentală cu cea orientală, cum ar fi budismul zen. Nishida Kitaro a stabilit o filosofie originală prin fuziunea dintre Zen și filosofia occidentală. filosofia sa se poartă numele de filozofia Nishida. El a insistat asupra experienței pure în care nu există opoziție între subiectivitate și obiectivitate.  Ontologia sa a derivat din neantul absolut. Watsuji Tetsuro a criticat individualismul egoist occidental.  Etica sa spune că ființele umane nu se află într-o existență izolată, ci în existență conexă. El a insistat ca ființele individuale și sociale să fie conștiente de propria lor individualitate și apartenență socială. El este, de asemenea, renumit pentru "Clima și cultura sa", în care a studiat relația dintre natură și stilul de viață local.

### Filosofia japoneză contemporană
După al doilea război mondial, majoritatea filosofilor academici au publicat cărți despre filosofia continentală și filosofia americană. Printre acestea, Ōmori Shōzō, Wataru Hiromatsu, Yasuo Yuasa și Takaaki Yoshimoto au creat opere originale sub influența marxismului, fenomenologiei și filosofiei analitice. Ōmori Shōzō a creat o epistemologie monistă unică bazată pe conceptele sale de „monism de reprezentare”, „dublă descriere” și „animism de limbaj”. Wataru Hiromatsu și-a dezvoltat teoria „structurii ontologice multi-subiective a lumii”. Yasuo Yuasa a avansat o nouă teorie a corpului influențată de Merleau-Ponty și imaginea corpului găsită în medicina chineză. Takaaki Yoshimoto este renumit pentru „teoria iluziei comune” și diverse eseuri filosofice despre cultura japoneză. Astăzi, cercetători precum Kojin Karatani (teoria literară), Hitoshi Nagai (solipsism), Shigeki Noya (filosofia analitică), Masahiro Morioka (filosofia vieții), Ryota Matsumoto (teoria mass-media) și Motoyoshi Irifuji (filosofia analitică) sunt considerați a fi filosofi caracteristici din academia japoneză. 